# 音楽と髭
『音楽と髭』（おんがくとひげ）は、1995年10月4日から2008年6月24日までで新潟テレビ21で放送された音楽番組である。放送時間は毎週水曜 1時15分 - 1時45分（火曜深夜） (JST) 。

## 概要
国内の若手バンドを中心に、様々なミュージシャンたちをゲストに招いていた深夜番組。番組パーソナリティの棚橋和博が彼らとのトークで番組を進行させていた。

## 番組イベント
1996年から毎年新潟県内で、この番組から派生したライブイベント「音楽と髭達」（おんがくとひげたち）が開催されている。主催はキョードー北陸。このイベントには番組本編に出演したミュージシャンだけでなく、出演歴の無いミュージシャンも参加することがある。また、他局ではあるが、このイベントの様子が後日新潟総合テレビやFM-NIIGATAなどで放送される。近年では珍しい、漢字を名に冠したフェスである。
番組自体は既に終了しているが、イベントはその後も開催され続けている。2008年には9月に、2009年以降は毎年8月に開催。

### 音楽と髭達'96
- 1996年8月13日/新潟県民会館

LÄ-PPISCH/HIGH-LOWS/THEE MICHELLE GUN ELEPHANT /PLAGUES/vanila

### 音楽と髭達'97 ACTION2
- 1997年8月28日/新潟フェイズ

THEE MICHELLE GUN ELEPHANT/ZEPPET STORE/PRIVATES/etc

### 音楽と髭達'98
- 1998年8月25日/新潟フェイズ

出演者
- AIR / CURIO / SUPERCAR / タートルズ / Daily-Echo / TRICERATOPS / Dragon Ash / PEARL / the PeteBest / ゆず

### 音楽と髭達'99
- 1999年8月17日/新潟フェイズ

出演者
- ギターウルフ / ZIGZO

### 音楽と髭達'00
詳細不明

### 音楽と髭達2001
- 2001年8月15日/新潟市産業振興センター

出演者
- AIR / 鳥肌実 / Dragon Ash / THE HIGH-LOWS / PENPALS / THEE MICHELLE GUN ELEPHANT / LOVE PSYCHEDELICO

### 音楽と髭達2002
詳細不明

### 音楽と髭達2003
- 2003年8月23日/国営越後丘陵公園 野外特設ステージ

出演者
- FUZZY CONTROL / 175R / Scratch 4 Jagger / スネオヘアー / POSSIBILITY / THE BOOM / レミオロメン / 山嵐 / ロットングラフティー / スケボーキング / SOURCE / JUDE / Dragon Ash

### 音楽と髭達2004
- 2004年8月30日/新潟フェイズ

出演者
- スネオヘアー / 堂島孝平 / レミオロメン/サンボマスター/DOPING PANDA

### 音楽と髭達2005
- 2005年9月3日/国営越後丘陵公園 野外特設ステージ

出演者
- AIR / 大塚愛 / ORANGE RANGE / 木村カエラ / SOURCE / D-51 / Dragon Ash / nobodyknows+ / HIGH and MIGHTY COLOR / PUFFY / FLOW / POSSIBILITY /山嵐

### 音楽と髭達2008 -ONE-
- 2008年9月6日/国営越後丘陵公園 野外特設ステージ

出演者
- 秦基博 / サンボマスター / Aqua Timez / Salyu / 奥田民生 / MONKEY MAJIK / 山崎まさよし / PIECE4LINE (以下のアーティストは大雨中止のため未出場)/ エレファントカシマシ / 大橋卓弥 / KREVA / FUNKY MONKEY BABYS / 徳永英明 / JUN SKY WALKER(S) / Mr.Children

### 音楽と髭達2009 -Way-
- 2009年9月6日/国営越後丘陵公園 野外特設ステージ

出演者
- FUNKY MONKEY BABYS / 小泉今日子 / エレファントカシマシ / 東京スカパラダイスオーケストラ / ロッツtheよしもと / スキマスイッチ / ユニコーン / ロッツtheよしもと / 湘南乃風 / KREVA

### 音楽と髭達2010 -GENERATION-
- 2010年8月28日/国営越後丘陵公園 野外特設ステージ

出演者
- Aqua Timez / ORANGE RANGE / ザ・クロマニヨンズ / ケツメイシ / Hilcrhyme / flumpool / 矢沢永吉

### 音楽と髭達2011 -Message-
- 2011年8月27日/国営越後丘陵公園 野外特設ステージ

出演者
- miwa / NICO Touches the Walls / 氣志團 / CNBLUE / 三代目J Soul Brothers / 布袋寅泰 / T.M.Revolution / FUNKY MONKEY BABYS

### 音楽と髭達2012 -Rainbow-
- 2012年8月25日/国営越後丘陵公園 野外特設ステージ

出演者
- WHITE ASH / 東京スカパラダイスオーケストラ / SOPHIA / 清水翔太 / スキマスイッチ / 小田和正 / ゴールデンボンバー / AAA / Hilcrhyme

### 音楽と髭達2013 -CARNIVAL-
- 2013年8月31日/国営越後丘陵公園 野外特設ステージ

出演者
- KEYTALK / 家入レオ / 岸谷香 / 郷ひろみ / THE BACK HORN / Sonar Pocket / back number / RIP SLYME / MIYAVI / MAN WITH A MISSION / SEKAI NO OWARI/倖田來未

### 音楽と髭達2014 -Rock'n Roll Stadium-
- 2014年8月30日/HARD OFF ECOスタジアム新潟

出演者
- Acid Black Cherry / エレファントカシマシ / コブクロ / ゴールデンボンバー / 四星球 / SEKAI NO OWARI / T.M.Revolution / ナオト・インティライミ / マキシマムザホルモン

### 音楽と髭達2015 - Music Stadium-
出演者の「委員会バンド」は音楽番組「クリスマスの約束」から生まれたバンド。メンバーは小田和正、スキマスイッチ、水野良樹（いきものがかり）、根本要（スターダスト☆レビュー）の3名
- 2015年8月29日/HARD OFF ECOスタジアム新潟

出演者
- androp / 郷ひろみ / Silent Siren / スキマスイッチ / SPYAIR / 高橋優 / 東京スカパラダイスオーケストラ / AAA / 秦基博 / Negicco / 委員会バンド / KEYTALK  / パスピエ

### 音楽と髭達2016 -C'mon OTOHIGE-
- 2016年8月27日/HARD OFF ECOスタジアム新潟

出演者
- [Alexandros] / HY / エレファントカシマシ / ナオト・インティライミ / ファンキー加藤 / 04 Limited Sazabys / BLUE ENCOUNT / MAN WITH A MISSION / MISIA / MONGOL800 / WANIMA / ウカスカジー / Acid Black Cherry / きゃりーぱみゅぱみゅ

### 音楽と髭達 2017 -NO BORDER-
- 2017年8月26日/HARD OFF ECOスタジアム新潟

出演者
- ゴールデンボンバー / My Hair is Bad / きゃりーぱみゅぱみゅ / Suchmos / ゆず / WANIMA / 久保田利伸 / マキシマム ザ ホルモン / ザ・クロマニヨンズ / Perfume / back number

### 音楽と髭達 2018 -ONE STORY-
- 2018年8月25日/HARD OFF ECOスタジアム新潟

出演者
- ゴールデンボンバー / sumika / 和楽器バンド / スキマスイッチ / UNISON SQUARE GARDEN / Hyde / エレファントカシマシ / [ALEXANDROS] / 10-FEET / My Hair is Bad

### 音楽と髭達 2019 -最後の花火-
- 2019年8月31日/HARD OFF ECOスタジアム新潟

出演者
- 04 Limited Sazabys / THE ORAL CIGARETTES / SHISHAMO / King Gnu / 東京スカパラダイスオーケストラ / Official髭男dism / MAN WITH A MISSION / WANIMA / 郷ひろみ

### 音楽と髭達 2021-夏の約束-
2020年は開催見送りのため2年ぶりに開催。会場を朱鷺メッセに変更し、収容人数を5000人まで減らして開催された。
出演予定だったWANIMAは出演3日前にメンバー全員が新型コロナウイルス陽性のために出演キャンセル。
- 2021年8月28日・29日/朱鷺メッセ

8月28日出演者
- マカロニえんぴつ / スキマスイッチ / Vaundy / 小田和正 / My Hair is Bad

8月29日出演者
- 緑黄色社会 / Vaundy / Little Glee Monster / あいみょん / 宮本浩次 (エレファントカシマシ) (共演：奥野真哉, 玉田豊夢, キタダマキ, 名越由貴夫)

### 音楽と髭達 2022-My Home Town-
出演予定だったMAN WITH A MISSIONは出演2日前にメンバーのJean-Ken Johnnyが新型コロナウイルス陽性のために出演キャンセルとなった。代打はマキシマム ザ ホルモン。
- 2022年8月27日/HARD OFF ECOスタジアム新潟

出演者
- 郷ひろみ / SUPER BEAVER / BE:FIRST / Vaundy / sumika / マキシマム ザ ホルモン / WANIMA / My Hair is Bad / King Gnu

### 音楽と髭達 2023-WA-
- 2023年8月26日/HARD OFF ECOスタジアム新潟

出演者
- chibiunity / 緑黄色社会 / マカロニえんぴつ / sumika / BE:FIRST / 東京スカパラダイスオーケストラ / MAN WITH A MISSION / GENERATIONS / SUPER BEAVER / Vaundy